# KPackage
KPackage era el administrador de paquetes de KDE.
Soportaba paquetes BSD, Debian, Gentoo, RPM y Slackware. Proveía Interfaz gráfica de usuario para administrar y actualizar paquetes existentes así como para instalar y obtener nuevos paquetes. Adicionalmente, provía funcionalidad para ayudar a manejar el caché de las paquetes.
KPackage era parte de kdeadmin, y era desarrollado en KDE.org.
Su sucesor será Shaman2.